# Сан-Хуан-де-ла-Нава
Сан-Хуан-де-ла-Нава (ісп. San Juan de la Nava) — муніципалітет в Іспанії, у складі автономної спільноти Кастилія-і-Леон, у провінції Авіла. Населення — 513 осіб (2010).
Муніципалітет розташований на відстані близько 85 км на захід від Мадрида, 19 км на південь від Авіли.
На території муніципалітету розташовані такі населені пункти: (дані про населення за 2010 рік)
- Сан-Хуан-де-ла-Нава: 509 осіб
- Калас-дель-Бургільйо: 4 особи

## Демографія
Динаміка населення (INE ):